# Иван Семерджиев (офицер)
Иван Игнатов Семерджиев (среща се и като Самарджиев) е български офицер, генерал-лейтенант от артилерията, участник в Балканската (1912 – 1913) и Междусъюзническата война (1913), командир на артилерийско отделение от Военното училище през Първата световна война (1915 – 1918).

## Биография
Иван Семерджиев е роден на 19 януари 1877 г. в Търново, Османска империя. През 1899 г. завършва в 20-и випуск на Военното на Негово Княжеско Височество училище и е произведен в чин подпоручик. През 1903 г. е произведен в чин поручик, а на 15 август 1907 г. в чин капитан.
Капитан Семерджиев взема участие в Балканската (1912 – 1913) и Междусъюзническата война (1913), като на 15 юли 1913 г. е произведен в чин майор.
През Първата световна война (1915 – 1918) майор Иван Семерджиев е командир на артилерийско отделение от Военното училище, за която служба съгласно заповед № 463от 1921 г. „за отличия и заслуги през войната“ е награден с Народен орден „За военна заслуга“ IV степен, като на 16 март 1917 г. е произведен в чин подполковник.
В началото на 1920 г. като подполковник е назначен за ръководител на комисията, която се създава по инициатива на началника на Военното училище полковник Стефан Нойков и която получава задачата да проучи всички въпроси, свързани с осъществяването на необходимото за „увековечаване паметта на славно загиналите във войните, включително и въстаници, за свободата на Македония възпитаници на училището“. На 5 април 1920 г. е произведен в чин полковник. През 1925 г. е назначен на служба към Артилерийския отдел, през 1928 г. е на служба към Артилерийската инспекция, от следващата година е началник на Държавната военна фабрика, след което същата година е инспектор на пограничната стража. На 15 май 1930 г. е произведен в чин генерал-майор, а на 30 април 1933 г. в чин генерал-лейтенант.
По време на военната си кариера до 1925 г. служи в 1-ви артилерийски полк, 9-и артилерийски полк, Военното училище и като помощник-началник на Артилерийската стрелкова школа.
Генерал-лейтенант Иван Семерджиев умира през 1959 г. и е погребан в Централните софийски гробища.

## Семейство
Генерал-лейтенант Иван Семерджиев е женен и има 2 деца.

## Военни звания
- Подпоручик (1 януари 1899)
- Поручик (1 януари 1903)
- Капитан (15 август 1907)
- Майор (15 юли 1913)
- Подполковник (16 март 1917)
- Полковник (5 април 1920)
- Генерал-майор (15 май 1930)
- Генерал-лейтенант (30 април 1933)

## Награди
- Народен орден „За военна заслуга“ IV степен (1921)

## Образование
- Военно на Негово Княжеско Височество училище (до 1899)